# Vagotomía
Las vagotomías son procedimientos quirúrgicos donde se lleva a cabo la sección del nervio vago con el objetivo de impedir el estímulo nervioso por parte de éste y de esta forma disminuir la secreción de ácidos gástricos.

## Anatomía
El nervio vago es el encargado de la inervación parasimpática del estómago a través de los troncos anterior y posterior. El tronco vagal anterior que proviene del nervio vago izquierdo se dirige sobre la cara anterior del esófago hacia la curvatura menor del estómago, emite los ramos hepático y duodenal, el resto continúa a lo largo de la curvatura menor y da origen a los ramos gástricos anteriores. El tronco vagal posterior que proviene del nervio vago derecho, se dirige por la cara posterior del esófago hacia la curvatura menor del estómago, emite ramos para la cara anterior y posterior del estómago, da origen al ramo celíaco y continúa por la curvatura menor para dar origen a los ramos gástricos posteriores.

## Indicaciones
1. En la enfermedad ulcerosa péptica con fallo en la curación con tratamiento médico.[2]
2. Enfermedad ulcerosa peptica con recaídas al terminar el tratamiento médico.[2]
3. Imposibilidad de erradicación del microorganismo Helicobacter pylori.[2]
4. Personas que no puedan dejar de tomar Antiinflamatorios no esteroideos.[2]

## Tipos de Cirugía
Vagotomía troncal
Consiste en cortar los nervios vagos izquierdo y derecho, por encima de la rama celíaca y hepática. Generalmente está acompañada de alguna técnica de drenaje como piloroplastía o gastroyeyunostomía, debido a que al cortar la inervación del antro pilórico se ve afectada la función de esfínter del píloro y puede ocurrir una obstrucción en la salida del contenido gástrico.
Vagotomía selectiva 
Esta técnica incluye la sección de los nervios vagos derecho e izquierdo por debajo de las ramas hepática y celíaca. También denerva el píloro y por lo tanto, necesita un procedimiento de drenaje pilórico, pero no denerva el hígado, árbol biliar, páncreas, intestino delgado ni grueso.
Vagotomía altamente selectiva
Esta técnica corta solo los nervios vagos que inervan las porciones del estómago donde se produce la mayor cantidad de ácido, que corresponde al fondo y al cuerpo gástrico y respetando la inervación del antro y píloro por lo que no utiliza técnica de drenaje.

## Controversia
Ventajas
Ambas técnicas logran reducir la acidez gástrica y la curación de la úlcera. Con la técnica altamente selectiva la estasis gástrica está muy reducida. La técnica altamente selectiva asocia una morbilidad y mortalidad muy bajas.
Desventajas
Los pacientes sometidos a vagotomía con resección antral o gastroyeyunostomía desarrollan gastroparesia postquirúrgica. Puede existir un incremento en los niveles de gastrina asociados a la resección quirúrgica del nervio vago. La vagotomía podría liberar mecanismos nerviosos que normalmente inhiben la liberación de la gastrina.